# 컴퍼니케이파트너스
컴퍼니케이파트너스 주식회사(영어: Company K Partners)는 대한민국의 벤처캐피털 기업이다.

## 개요
- 컴퍼니케이파트너스는 2006년 10월 설립되었으며, 2019년에 코스닥 시장에 상장하였다.[출처 필요]
- 2024년, 입시학원인 세정학원에 약 150억원을 투자하였다.[5]

## 투자 기업
- VC
- 리디
- 직방
- 뤼이드
- 크로노24
- 원티드랩
- 샌드박스네트워크
- 버즈빌
- 라포랩스
- 크몽
- 발란
- 뱅크샐러드
- 겟차
- 와드
- 메디쿼터스
- 와그
- 웨이브코퍼레이션
- 패쓰
- 업스테이지
- 리턴제로
- 셀렉트스타
- 네오사피엔스
- 노타
- 에이펀인터렉티브
- 데이터뱅크
- 다임리서치
- 큐픽스
- 뱅크웨어글로벌
- BSG파트너스
- 에필
- 버핏서울
- 마이프랜차이즈
- 스타일씨코퍼레이션
- 마코빌
- 시나몬
- 자란다
- 비씨랩스
- 디앤알티
- 루나소프트
- 파인더스AI
- 바로팜
- 오아시스
- 블리몽키즈
- 넷게임즈
- 모비스
- 페이레터
- 카테노이드
- 휴네시온
- 아데나소프트웨어
- 에코마케팅
- 퓨처스트림네트웍스
- 나우버스킹
- 아이엠컴퍼니
- 퍼플즈
- VCNC
- 미디어프론트
- NS스튜디오
- 고바이오랩
- 브릿지바이오테라퓨틱스
- 안트로젠
- 네오펙트
- 현대ADM바이오
- 지니너스
- 올릭스
- 파로스아이바이오
- 큐로셀
- 피노바이오
- 아이빔테크놀로지
- 자이메디
- 오가노이드사이언스
- 제이투에이치바이오텍
- 프레이저테라퓨틱스
- 와이브레인
- 메디노
- 스파크바이오파마
- 아이랩
- 이노보테라퓨틱스
- 티씨노바이오사이언스
- 일리미스테라퓨틱스
- 이뮤노포지
- 토모큐브
- 이마고웍스
- 부스트이뮨
- 핀테라퓨틱스
- 티쎌로지
- 노보렉스
- 애니메디솔루션
- 뉴냅스
- GPCR
- 프로티움사이언스
- 티큐브잇
- 심플렉스
- 아이바이오코리아
- 프로메디젠
- 메디픽셀
- SNE바이오
- 큐리진
- 소바젠
- 이뮤노바이옴
- 메디블록
- 스킨메드
- 원드롭
- 히츠
- 다안바이오테라퓨틱스
- 스페바이오
- 하플사이언스
- 아미코젠
- 아미코젠차이나바이오팜
- LNK바이오메드
- 엔지캠생명과학
- 멕아이씨에스
- 마이크로디지탈
- HLB셀
- 레이언스
- 비엘
- 듀켐바이오
- 안지오랩
- 에이비온
- 휴마시스
- 에이프로젠 H&G
- 코미팜
- 파두 (기업)
- 와이팜
- 포커스에이치엔에스
- 루미르
- 이노스페이스
- 컨텍 (기업)
- 니어스랩
- 프로그린테크
- 드림팜
- 웨이브피아
- 럭스로보
- 관악아날로그
- 나르마
- 퓨어만
- 알티모빌리티
- 쏠리드
- 옵트론텍
- AI매틱스
- 포인트엔지니어링
- 에이엔피
- 텔레스퀘어
- 코윈디에스티
- 카버코리아
- 울트라브이
- 원더플레이스
- 브랜트리
- 젤라또랩
- 글로벌텍스프리
- 한국비엔씨
- 아시아종묘